# 日系米国人退役軍人慰霊碑
日系米国人退役軍人慰霊碑（にっけいべいこくじんたいえきぐんじんいれいひ、英語: National Japanese American Veterans Memorial Court）は、アメリカ合衆国カリフォルニア州ロサンゼルスのリトル・トーキョーにある、第二次世界大戦・朝鮮戦争・ベトナム戦争に従軍した日系アメリカ人の退役軍人による勇敢さと犠牲を称えた記念碑。日米文化会館によって維持・管理されている。

## 歴史
同碑は、第25歩兵師団大尉やロサンゼルス郡上級裁判所判事を歴任したヴィンセント・オカモト（岡本七郎）を中心とする、13人の日系人から構成された『日系米国人ベトナム戦争戦没者慰霊委員会（Japanese American Vietnam Veterans' Memorial Committee）』によって、従軍中に戦死若しくは作戦行動中行方不明となった日系兵を慰霊する事を目的として、1987年夏より建立が計画された。
ベトナム戦争の勃発時には、米軍は人種による兵士の区分を完全に撤廃していた。また、人事記録に人種が記載されていた場合でも、日系兵を「インドネシア系」や「エスキモー」などと誤記する事例が、しばしば見受けられた。その為、軍の公文書を用いた日系兵に関する正確な記録の把握が、事実上不可能となった委員会は、半ば苦肉の策として、1988年にワシントンD.C.のベトナム戦争戦没者慰霊碑に当時記載されていた58,195名の戦没兵士のうち、明らかに日系人であると把握できる姓を冠している者のみを、選別する作業を開始した。
選別作業により、当初は99名の戦死者と14名の行方不明者がいる事を把握できた。だがその後も、建立される事となる場所が決定されるまでに、7年の歳月を要する事となった。最終的に、第二次世界大戦の終結から50周年、ベトナム戦争の終結から20周年という節目の年の復員軍人の日である、1995年11月11日に除幕式が執り行われた。
また、1997年には『日系米国人朝鮮戦争退役軍人会（Japanese American Korean War Veterans）』、2000年には『日系米国人第二次世界大戦記念同盟（Americans of Japanese Ancestry WWⅡ Memorial Alliance）』が、戦死した同胞達を追悼する為の碑を設置した。現在では、アメリカ合衆国とその友邦に殉じた1,200名以上にのぼる日系兵の氏名を刻んだ、アメリカ国内では唯一の場所となっている。

## 碑文
同慰霊碑の主碑には、
| 母国と友邦の自由を護るべく、護国の鬼となった日系アメリカ人達に、この碑を捧ぐ。 彼らの犠牲が尊ばれ、永久に語り継がれる事を願って。 忘却は恥、記憶は永遠となる。 |

と刻まれている。
また、ベトナム戦争における戦没者に関する碑には、上述の通り、全ての日系人戦没者の名を刻む事が叶わなかった事への痛惜の念と、名を刻まれなかった者達による犠牲を忘れない事を、誓う旨が刻まれている。